# Невпряга Микола Тимофійович
Мико́ла Тимофі́йович Невпря́га (25 грудня 1925 — 21 травня 2018) — радянський військовик часів Другої світової війни, командир відділення 1077-го стрілецького полку 316-ї стрілецької дивізії (46-а армія, 2-й Український фронт), рядовий. Герой Радянського Союзу (1945).

## Життєпис
Народився 25 грудня 1925 року в селі Новгородка (нині — селище Кам'янець Кропивницького району Кіровоградської області) в селянській родині. Українець. Згодом родина переїхала до села Красівське (нині — Криворізький район Дніпропетровської області). Після закінчення школи навчався в ремісничому училищі в Дніпродзержинську (сучасне Кам'янське).
З початком німецько-радянської війни перебував на тимчасово окупованій німецькими військами території. До лав Червоної армії призваний в травні 1944 року. Спочатку потрапив у 131-шу бригаду морської піхоти, потім — в 316-у стрілецьку Темрюцьку Червонопрапорну дивізію. В діючій армії — з вересня того ж року. Воював на 1-у та 2-у Українських фронтах.
Особливо рядовий М. Т. Невпряга відзначився під час форсування річки Дунай. В ніч з 4 на 5 грудня 1944 року він першим вплав (оскільки його човен був перекинутий вибухом) досяг правого берега Дунаю між населеними пунктами Печ і Мартонварош (Угорщина) й кинувся в атаку на ворожі позиції. Під час бою знищив обслугу станкового кулемета й 8 солдатів. Разом з іншими бійцями відбив 16 контратак супротивника, але втримав плацдарм.
Після війни продовжив військову службу. Демобілізувався з лав ЗС СРСР у 1951 році в званні «старшина». Повернувся в Кривий Ріг, де працював завідувачем їдальнею. Член КПРС з 1956 року. Обирався членом Дніпропетровського обкому профспілки працівників торгівлі. Згодом переїхав до Новомосковська Дніпропетровської області (нині місто Самар), працював головним механіком ліспромгоспу, начальником автоколони.
Очолював Новомосковську міську організацію ветеранів України.
Помер 21 травня 2018 року.

## Нагороди
Указом Президії Верховної Ради СРСР від 24 березня 1945 року за зразкове виконання бойових завдань командування на фронті боротьби з німецько-фашистськими загарбниками та виявлені при цьому відвагу і героїзм, рядовому Невпрязі Миколі Тимофійовичу присвоєне звання Героя Радянського Союзу з врученням ордена Леніна і медалі «Золота Зірка» (№ 4879).
Також нагороджений українським орденом Богдана Хмельницького 3-го ступеня (14.10.1999), радянським орденом Вітчизняної війни 1-го ступеня (11.03.1985) і медалями.
Почесний громадянин Новомосковська.